# Pulbere argintie
Pulbere argintie (titlul original: în rusă Серебристая пыль, transliterat: Serebristaia pîl) este un film științifico-fantastic sovietic, realizat în 1953 de regizorul Abram Room, după piesa de teatru omonimă a scriitorului August Jakobson, protagoniști fiind actorii Mihail Bolduman, Sofia Pileavskaia, Valentina Ușakova și Nikolai Timofeev.

## Rezumat
Acțiunea filmului se petrece în Statele Unite ale Americii în perioada postbelică. Omul de știință Steele are un singur scop în viață: îmbogățirea. Într-o zi, un profesor inventează o nouă armă puternică de distrugere în masă a oamenilor, praf radioactiv mortal de culoare gri-argintie. Pentru dreptul de a poseda invenția lui Steele, o luptă între două trusturi militare-industriale gigantice începe cu implicarea gangsterilor. Steele moare. Fiul său cel mare, Harry, face cunoscută invenția monstruoasă a tatălui său, iar fiul său cel mic, membru al partidului fascist, devine prima victimă a efectelor mortale provocate de acea pulbere argintie.

## Distribuție
- Mihail Bolduman – profesorul Samuel Steal
- Sofia Pileavskaia – Doris Steal
- Valentina Ușakova – Jen O'Connel, fiica lui Doris
- Nikolai Timofeev – Allan O'Connel, fiul cel mare al lui Doris
- Vsevolod Larionov – Harry Steal, fiul cel mic al lui Doris Steal
- Vladimir Belocurov – Upton Bruce, președinte al Southern Chemical Trust
- Aleksandr Șatov – mister Mac Bud, președinte al Eastern Chemical Trust
- Rostislav Pleatt – McKennedy
- Grigori Kirillov – dr. Kurt Schneider, fiziolog
- Aleksandr Hanov – Charles Armstrong, doctor
- Valeri Lekarev – Gideon Smith, pаstor
- Ghennadi Iudin – Dick Jones, fiziolog
- Zana Zanoni – Mary Robinson, servitoare negresă
- Djim Kolmogorov – Ben Robinson, fiul lui Mary
- Aleksandr Pelevin – Joe Twist
- Lidia Smirnova – Flossy Beit, prostituată
- Osip Abdulov – șeriful Smiles
- Serghei Țenin – guvernatorul Govard
- Nadir Malișevski – mulatrul Jack
- Robert Ross – bărbatul de culoare la un miting
- Fiodor Odinokov – помощник шерифа

## Lansare
Filmul Pulbere argintie a avut premiera în URSS pe data de 19 octombrie 1953.
În România premiera filmului a avut loc la data de 6 aprilie 1954 la cinematografele „Republica”, „București” și „Înfrățirea între popoare” din capitală.